# Vrapče (Bośnia i Hercegowina)
Vrapče – wieś w Bośni i Hercegowinie, w Federacji Bośni i Hercegowiny, w kantonie sarajewskim, w gminie Vogošća. W 2013 roku pozostawała niezamieszkana.